# Perry County, Pennsylvania
Perry County är ett administrativt område i delstaten Pennsylvania i USA, med 45 969 invånare. Den administrativa huvudorten (county seat) är New Bloomfield. 

## Politik
Perry County tenderar att rösta på republikanerna i politiska val.
Republikanernas kandidat har vunnit rösterna i countyt i samtliga presidentval sedan valet 1968. I valet 2016 vann republikanernas kandidat med 73,1 procent av rösterna mot 21,7 för demokraternas kandidat.

## Geografi
Enligt United States Census Bureau har countyt en total area på 1 439 km². 1 433 km² av den arean är land och 6 km² är vatten.

### Angränsande countyn
- Juniata County - nord
- Northumberland County - nordost
- Dauphin County - öst
- Cumberland County - syd
- Franklin County - sydväst

### Orter
- Blain
- Duncannon
- Landisburg
- Liverpool
- Marysville
- Millerstown
- New Bloomfield (huvudort)
- New Buffalo
- Newport